# 콘플레이크
콘플레이크(Corn flakes)는 옥수수 플레이크를 구워서 만든 대중적인 아침 시리얼이다. 원래 소화불량을 치료하기 위한 아침 식사로 발명된 이 식품은 미국 식단과 영국에서 600만 가구 이상이 소비하는 인기 식품이 되었다.
원래 밀로 만든 이 시리얼은 1894년에 윌 켈로그(Will Kellogg)가 교육감이었던 그의 형 존 켈로그(John Kellogg)와 함께 일했던 배틀 크릭 요양소(Battle Creek Sanitarium)의 환자들을 위해 만들어졌다. 아침 시리얼은 환자들 사이에서 인기가 높았으며 켈로그는 이후 더 많은 대중을 위해 콘플레이크를 생산하기 위해 켈로그 컴퍼니라는 이름의 회사를 시작했다. 이 공정에 대한 특허는 두 형제 사이의 법적 싸움 끝에 1896년에 부여되었다.
콘플레이크가 더 넓은 지역 사회에서 인기를 얻으면서 요양원의 이전 환자인 C. W. 포스트가 경쟁 제품을 만들기 시작했다. 켈로그는 계속해서 다양한 재료와 다양한 곡물을 실험했다. 1928년에 그는 또 다른 성공적인 아침용 시리얼인 라이스 크리스피(Rice Krispies)를 제조하기 시작했다.
다양한 제조업체에서 생산하는 일반 브랜드의 콘플레이크가 많이 있다. 으깬 플레이크는 아침 시리얼로 사용될 뿐만 아니라 레시피에서 빵가루 대신 사용할 수 있으며 많은 요리에 포함될 수 있다.

## 설명
콘플레이크는 작게 구운 옥수수 플레이크로 만든 포장된 시리얼 제품으로, 일반적으로 우유, 때로는 설탕과 함께 차갑게 제공된다. 처음 생산된 이후 플레인 플레이크는 소금, 설탕, 맥아로 맛을 냈으며 설탕 프로스트 플레이크, 허니 앤 너트 콘플레이크 등 추가 성분을 첨가한 많은 시리얼 제품이 제조되었다.

## 역사
과거 호피로 불리던 북미 원주민에게 옥수수는 매우 중요하였다. 그들의 거주지는 자주 식량 부족상황에 처하였는데, 옥수수는 상대적으로 안정적인 영양 공급을 가능하게 하였다. 옥수수는 빻아서 토르티야나 piki로 만든다. piki는 옥수수빵을 얇게 펴 만드는데, 거의 종이와 같이 펴서, 오븐에 구워냈다.
19세기에 우연히 만들어지게 된 콘플레이크는 제칠일안식일예수재림교회팀의 채식 식이조절에 맞는 음식 연구에서 시작된다. 연구원들은 수많은 종류의 곡물, 이를테면, 귀리, 쌀, 보리 등을 연구하였고, 이는 옥수수로 이어진다. 1894년, 존 하비 켈로그 박사는 미시간주 배틀크리크 요양원(Battle Creek Sanitarium)의 감독이자 재림론자였다. 그는 채식 양생법을 그의 환자들에게 제공하였고, 또한, 술·담배·카페인을 금하였다. 이 식이요법은 개별음식 모두에 적용되었다. 제칠일안식일예수재림교회의 목사이자 사회운동가였던 실베스터 그라함(Sylvester Graham) 목사는 성적 금욕을 행하는 이를 위해 섬유소가 풍부한 곡물을 가루내어 물과 반죽하여 구워내 만든 그라함 크래커(graham crackers)와 그라함 빵(graham bread)을 만들었는데, 실베스터 그라함을 신봉하였던 켈로그는 양념과 단맛이 충동을 일으킨다고 믿었다. 그렇게 콘플레이크는 성욕억제와 성충동을 낮추도록 식습관을 개선하기 위해 만들어졌다.
이 콘플레이크는 켈로그 형제가 겪게 된 우연한 사고로부터 시작된다. 밀을 요리하고 나서 쉬던 켈로그와 그의 동생 윌 키스 켈로그(Will Keith Kellogg)는 요양원 압출기에 문제가 있다는 호출을 받았다. 호출을 받고 돌아갔을 때, 그들은 푸석푸석해져버린 밀반죽을 보게 되었다. 요양원의 예산이 빠듯한 까닭에, 형제는 밀반죽이 길게 잘 나오길 바라며 말라버린 반죽으로 압출 작업을 계속하기로 하였다.
작업이 진행되면서 조각난 채로 나오는 밀조각에 그들은 놀라게 되는데, 반죽실패에 대한 것이 아닌, 밀조각을 구워 환자들에게 제공할 수 있다는 생각에서였으며, 이는 1894년 8월 8일의 일이었다. 이듬해인 1895년에 곡물 프레이크와 생산과정 및 준비에 관한 특허를 냈고, 1896년 4월 14일 그레노즈(Granose)라는 이름으로 출시하였다.
이 곡물 프레이크는 환자 사이에 굉장히 인기가 좋았고, 형제는 밀 이외의 다른 곡물을 이용한 프레이크를 실험하였다. 그리고 1906년 요양소 책임자이던 윌 키스 켈로그는 일반 대중에게도 이를 내놓기로 마음먹었다. 그는 새로운 회사인 켈로그(en:Kellogg's)를 차려 일반인들 입에 맞게 설탕을 첨가한 프레이크를 만들었다.(이는 후에 형제간의 불화를 초래하는 원인이 된다.) 판매고는 점점 증가하였고, 1909년 그는 특별한 제안으로, 재미있는 움직이는 정글 그림 (Funny Jungleland Moving Pictures Booklet)를 시리얼을 두 개 이상 구입하면 주기로 하였는데, 이 프리미엄은 이후 22년간 계속되었다. 이와 동시에 켈로그는 새로운 곡물에 대한 실험을 계속하였고, 새 곡물 시리얼로 생산 영역을 확장하였다. 1928년 출시한 라이스 크리스피(Rice Krispies)는 그의 다음 히트작이 되었다.
켈로그에는 많은 마스코트가 있는데, 가장 이름난 것은 초록빛의 수탉 코넬리우스{코니, Cornelius (Corny)}로, 처음 나온 이래로 계속해서 마스코트로 사용되고 있다. 초기 광고에서는 캐치프라이즈인 "Wake up, up, up to Kellogg's Cornflakes!"를 말하는데, 이 목소리는 Dallas McKennon과 Andy Devine이 맡았다. 나중에는 말하는 것을 멈추고 울음소리로 대신하였다. 시리얼 각에 이 마스코트가 그려져 있다.

## 콘플레이크에서 파생된 시리얼
미국 콘플레이크의 주요 브랜드 중 하나인 포스트 토스티스(en:Post Toasties)는 배틀크리크 요양원에 신경쇠약증상을 치료하기 위해 환자로 왔었던 C. W. 포스트(Charles William Post)가 세운 Postum Cereals(오늘날 Post Foods, LLC)에서 생산을 시작하였다.
호주의 en:Sanitarium(Sanitarium Health Food Company)는 그들의 브랜드인 Skippy Corn flakes로 생산하고 있으며, 이 밖에도 다양한 회사들이 콘플레이크 상품을 생산을 하고 있다
국내의 경우 켈로그와 농심이 합작설립한 '농심켈로그'가 1980년부터, '포스트'와 제휴한 '동서식품'이 1983년부터 생산을 시작하여, 두 회사에서 콘플레이크 시장을 양분하고 있다.

## 영양성분
켈로그 콘플레이크
| - 옥수수 가루 - 설탕 - 향미료 - 고과당 시럽 - 소금 - 철분 - 니코틴아미드 - 염산 피리독신 (비타민 B6) - 리보플라빈 (비타민 B2) | - 티아민 염산염 (비타민 B1) - 비타민 A 팔미트산염 - 엽산 - 비타민 B12 - 비타민 D - 비타민 B - 비타민 E - 염화 아스코르브산염과 아스코르브산(비타민 C) |  |

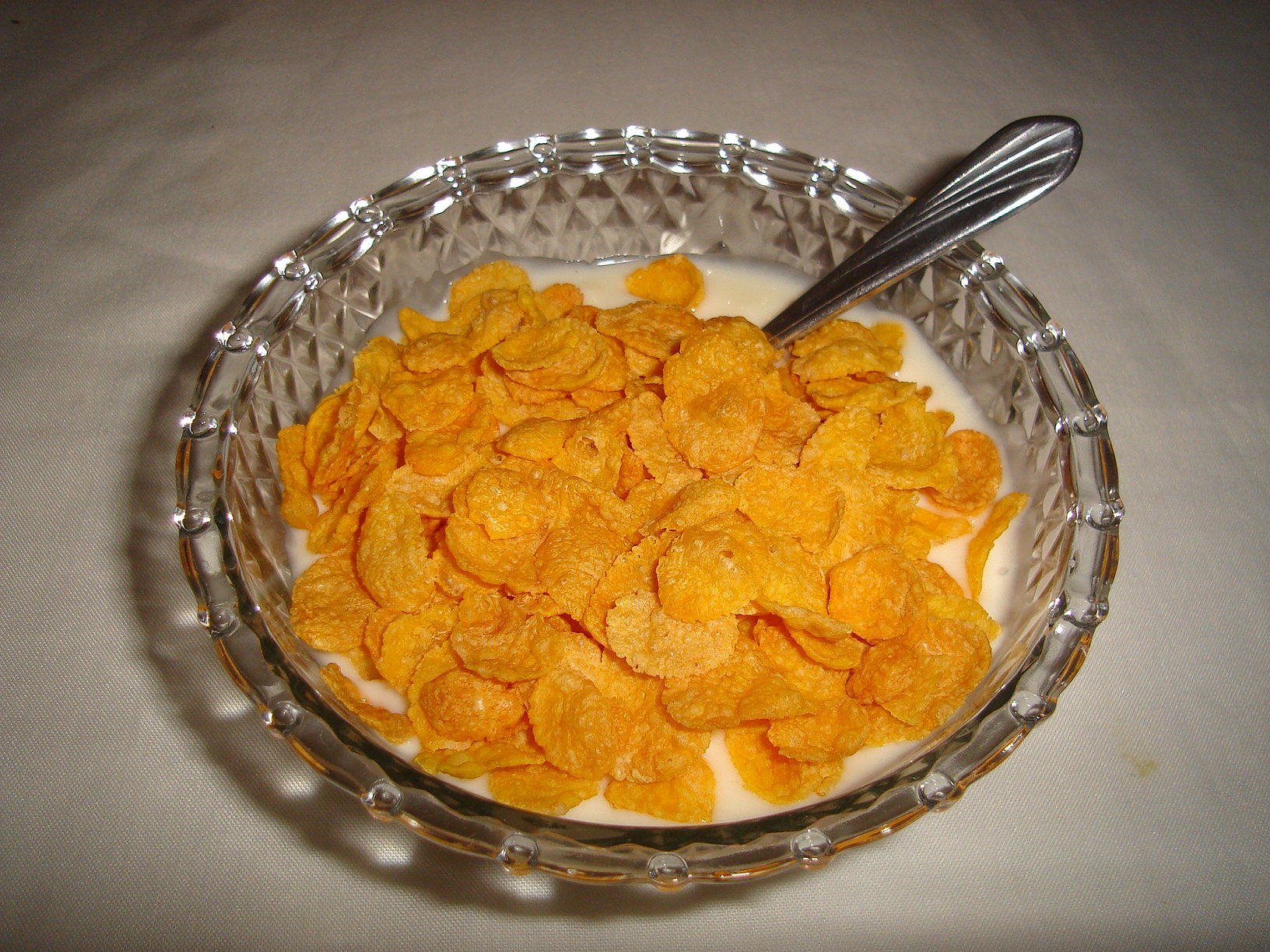
콘플레이크는 주로 요거트나 우유와 함께 먹는다.

## 같이 보기
- 시리얼
- 오트밀
- 그래놀라
- 농심
- 동서식품
- 켈로그
- 포스트